# Râul Begena
Râul Begena este un curs de apă, afluent al Dunării. Se varsă în Lacul Bugeac

## Hărți
- Harta Județului Constanța